# Isola la Vacca
L'isola la Vacca (a Vacca in tabarchino) è una piccola isola nell'arcipelago del Sulcis, Sardegna.

## Geografia
Situata all'imbocco del golfo di Palmas è costituita da rocce vulcaniche di colore rosso scuro, fortemente erose dal vento. L'altezza massima è di 94 metri, sommità ove è posto un punto trigonometrico. Possiede una banchina di approdo sul lato esposto a grecale, collegata da una scalinata in pietra al sentiero che percorre il crinale fino alla sommità, ove è presente un piccolo edificio.
A pochi metri dall'isola si trova lo Scoglio del Vitello, privo di vegetazione e traforato da grossi proiettili ancora ben visibili nella roccia, sparati in passato dalle navi durante le esercitazioni militari. Originariamente completava la triade Toro-Vacca-Vitello anche il Pastore, faraglione raso a zero durante le suddette esercitazioni a fine Ottocento e del quale ora si vede solo la base, poco sotto al livello del mare. Lo scoglio del Pastore rappresenta probabilmente l'unico caso di isola italiana totalmente eliminata dall'uomo.

## Ambiente
L'isola costituisce il SIC denominato Isola della Vacca (codice ITB040081), rilevante in particolare per la presenza di Hyoseris taurina e Silene martinoli, specie delle quali assieme all'isola del Toro costituisce il locus classicus.
La vegetazione, totalmente distrutta dal fuoco nel 1901, è limitata tuttora a pochi arbusti prostrati di lentisco faticosamente ricresciuti nella parte sommitale. Sono presenti vaste formazioni di malva e di aglio selvatico; sugli scogli crescono diffusamente curiose piante tipiche del Sud del Mediterraneo (Mesembryanthemum crystallinum), sulle cui foglie succulente è facile scivolare.
La fauna è caratterizzata da un ricco popolamento di uccelli marini che nidificano sull'isola: oltre a centinaia di coppie di gabbiano reale, ve ne sono molte di marangone dal ciuffo ed alcune di berta maggiore. Nidifica anche qualche coppia del raro falco della regina. Molto abbondanti, e dannosi per il successo riproduttivo degli uccelli marini, i ratti. È sconsigliabile percorrere le parti sommitali dell'isola, in assenza di validi motivi, durante il periodo di presenza dei giovani uccelli non ancora capaci di volare (mesi di maggio-luglio, soprattutto): l'arrivo inconsueto di visitatori scatena infatti reazioni di panico e può spingere molti pulcini a lanciarsi dalle pareti rocciose con esiti facilmente immaginabili.